# Dick Powell

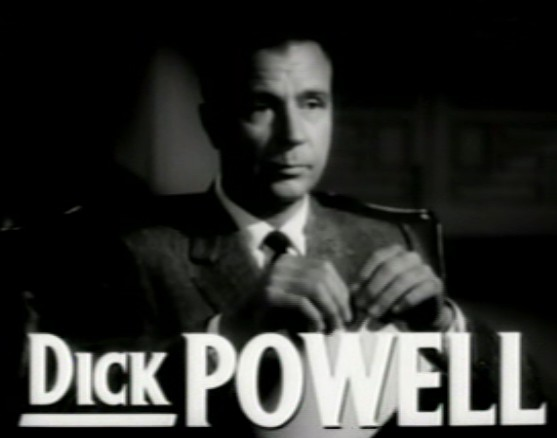

Dick Powell (născut Richard Ewing Powell), (n. 14 noiembrie 1904, Mountain View⁠(d), Arkansas, SUA – d. 2 ianuarie 1963, West Los Angeles⁠(d), California, SUA) a fost un actor, producător, cântăreț și regizor american. Născut în Mountain View, Arkansas, SUA, Powell a început cariera sa ca cântăreț. În 1932 a făcut primul film cu Warner Bros.
Powell a murit în 1963 de cancer la stomac. Moartea sa este atribuită de unii faptului că în 1956 a jucat în filmul The Conqueror, care a fost filmat lângă un centru de teste nucleare în statul Utah. Alți participanți la filmări au murit de aceeași boală.

## Filmografie

### Ca actor

#### Filme artistice
- Blessed Event (1932)
- Big City Blues (1932)
- Too Busy to Work (1932)
- The King's Vacation (1933)
- 42nd Street (1933)
- Gold Diggers of 1933 (1933)
- Footlight Parade (1933)
- College Coach (1933)
- Convention City (1933)
- Wonder Bar (1934)
- Twenty Million Sweethearts (1934)
- Dames (1934)
- Happiness Ahead (1934)
- Flirtation Walk (1934)
- Gold Diggers of 1935 (1935)
- Broadway Gondolier (1935)
- Broadway Hostess (1935) (Uncredited)
- Page Miss Glory (1935)
- A Midsummer Night's Dream (1935)
- Shipmates Forever (1935)
- Thanks a Million (1935)
- Colleen (1936)
- Hearts Divided (1936)
- Stage Struck (1936)
- Gold Diggers of 1937 (1936)
- On the Avenue (1937)
- The Singing Marine (1937)
- Varsity Show (1937)
- Hollywood Hotel (1937)
- Cowboy from Brooklyn (1938)
- Hard to Get (1938)
- Going Places (1938)
- Naughty but Nice (1939)
- I Want a Divorce (1940)
- Christmas in July (1940)
- Model Wife (1941)
- In the Navy (1941)
- Star Spangled Rhythm (1942)
- Happy Go Lucky (1943)
- Riding High (1943)
- True to Life (1943)
- It Happened Tomorrow (1944)
- Meet the People (1944)
- Murder, My Sweet (1944) (lansat în Regatul Unit ca  Farewell, My Lovely (1944))
- Cornered (1945)
- Johnny O'Clock (1947)
- To the Ends of the Earth (1948)
- Pitfall (1948)
- Station West (1948)
- Rogues' Regiment (1948)
- The Carpa Follies (1949)
- Mrs. Mike (1949)
- The Reformer and the Redhead (1950)
- Right Cross (1950)
- Cry Danger (1951)
- The Tall Target (1951)
- You Never Can Tell (1951)
- Callaway Went Thataway (1951) (scenes deleted)
- The Bad and the Beautiful (1952)
- Susan Slept Here (1954)

#### Scurtmetraje
- The Road Is Open Again (1933)
- Just Around the Corner (1933)
- Hollywood on Parade No. A-9 (1933)
- And She Learned About Dames (1934)
- Hollywood Newsreel (1934)
- A Dream Comes True (1935)
- Hollywood Hobbies (1939)

### Ca regizor
- Split Second (1953)
- The Conqueror (1956)
- You Can't Run Away from It (1956)
- The Enemy Below (1957)
- The Hunters (1958)